# تشاه كوه سرخ (مقاطعة فيروزآباد)
تشاه كوه سرخ (بالإنجليزية: Mazraeh-ye Seh Chah Kuh Sorkh)‏ هي منطقة سكنية تقع في فارس في إيران. يقدر عدد سكانها بـ 45 نسمة .